# Sábados continuados (compilado musical)
Sábados Continuados es un álbum recopilatorio editado en 1964 por el sello Vik, subsidiaria de RCA Victor Argentina. El disco reúne a varios de los principales exponentes de la música juvenil de la nueva ola argentina, los cuales participaron en el programa de televisión homónimo, transmitido por Canal 9 a partir de ese mismo año.

## Producción
El LP toma su título del ciclo televisivo Sábados Continuados, una propuesta de Canal 9 para competir con Sábados Circulares de Nicolás Mancera, emitido por Canal 13. El programa fue presentado inicialmente por Antonio Carrizo, y más tarde por Emilio Ariño, y contaba con dirección musical de Santos Lipesker. 
En este disco participaron las figuras de la nueva ola, muchas de ellas surgidas de El Club del Clan: Palito Ortega, Violeta Rivas, Johnny Tedesco, Chico Novarro, Lalo Fransen y Nicky Jones.
Como curiosidad, el álbum incluyó en su insert o sobre interno, un troquelado canjeable para ingresar con un acompañante a la transmisión del programa de tv.

En el año 1995 BMG reeditó esta producción en formato CD, junto con Ídolos de la juventud, otro compilado que Vik supo publicar en 1965.

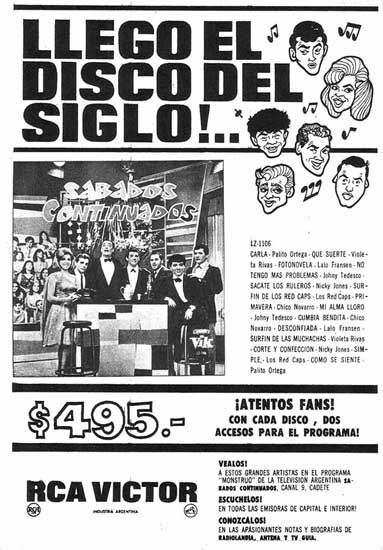
Flyer

## Lista de canciones
Lado A
1. "Carla" – Palito Ortega
2. "Qué suerte" – Violeta Rivas
3. "Fotonovela" – Lalo Fransen
4. "No tengo más problemas" – Johnny Tedesco
5. "Sácate los ruleros" – Nicky Jones
6. "El surf de Los Red Caps" – Los Red Caps
7. "Primavera" – Chico Novarro

Lado B
1. "Mi alma lloró" – Johnny Tedesco
2. "Cumbia bendita" – Chico Novarro
3. "Desconfiada" – Lalo Fransen
4. "Simple" – Los Red Caps
5. "Corte y confección" – Nicky Jones
6. "Surfin de las muchachas" – Violeta Rivas
7. "Cómo se siente" – Palito Ortega
8. "Sábados Continuados" – Varios artistas

## Créditos
- Orquesta dirigida por Oscar Toscano.
- Producción general a cargo de RCA Victor Argentina.
- Arte de tapa: no acreditado.

## Impacto
Sábados Continuados refleja el auge del fenómeno juvenil en la música argentina de la década de 1960. Su publicación coincidió con un momento de fuerte presencia mediática de la nueva ola y constituye un testimonio fonográfico del cruce entre televisión y música popular en la Argentina de los años 60.